# Bony de Font de Macià
El Bony de la Font de Macià és una formació muntanyosa del terme de Conca de Dalt, dins de l'antic municipi d'Hortoneda de la Conca, al Pallars Jussà, en l'àmbit de l'antic poble de Perauba.
Està situat a la Serra de la Travessa, al nord-oest del Bony dels Cóms i al sud-est del Bony del Cumó. És al sud i a ponent de l'Obaga de Sacoberta, al nord de la Matella del Serrat Blanc.